# جنبش چپ انقلابی (شیلی)
جنبش چپ انقلابی (به اسپانیایی: Movimiento de Izquierda Revolucionaria) ; (MIR) یک سازمان سیاسی شیلی است که در گذشته سازمان چپ افراطی بود و در ۱۲ اکتبر ۱۹۶۵ تأسیس شده بود. در سال ۱۹۷۳ میلادی، این سازمان حدود ۱۰٬۰۰۰ عضو و همکار داشت. این گروه توسط سازمان‌های دانشجویی مختلف، با نگرش‌های مختلف چپ (به رهبری میگوئل انریکس)، که در سازمان جوانان حزب سوسیالیست فعالیت داشتند تشکیل شد. آنها در اتحادیه‌های کارگری در سانتیاگو و دیگر شهرهای اصلی پایگاهی را در شهر پوئرتو مونتت در جنوب شیلی، تا شمال در شهر آریاکا ایجاد کردند. آندرس پاسکال آلنده، برادرزاده سالوادور آلنده، رئیس‌جمهور شیلی از سال ۱۹۷۰ تا ۱۹۷۳، یکی از رهبران اولیه این جنبش بود. میگوئل انریکز اسپینوزا دبیرکل حزب از سال ۱۹۶۷ تا زمانی که در سال ۱۹۷۴ ترور شد رهبری این جنبش را در دست داشت. این جنبش گرچه خود را با اقدامات چشمگیر و مستقیم نظامی و مخصوصاً در طول مقاومت در برابر کودتای ۱۹۷۳ در شیلی متمایز می‌کند، ولی تروریسم را بعنوان شکلی از مبارزه سیاسی و نظامی رد می‌کرد